# Хора (Месиния)
Хо́ра (греч. Χώρα) — малый город в Греции, на побережье Ионического моря на юго-западной оконечности Пелопоннеса к северу от мыса Акритас (Ακρίτας). Расположен на высоте 300 метров над уровнем моря, в 206 километрах к юго-западу от Афин, в 36 километрах к западу от Каламаты и в 29 километрах к западу от аэропорта «Капитан-Василис-Констандакопулос». Входит в общину (дим) Пилос-Нестор в периферийной единице Месинии в периферии Пелопоннес. Население — 3454 жителя по переписи 2011 года. Жители преимущественно заняты в туризме и выращивании оливок и винограда.
В 3 километрах к юго-западу от Хоры расположен знаменитый Дворец Нестора. Есть археологический музей.

## История
В области Хоры находился древний город Пилос, владение мифологического царя Нестора. Описан Гомером в «Одиссее». Дворец Нестора микенского периода (ок. 1700—1200 гг. до н. э.) обнаружен в 1939 году в 3 километрах к юго-западу от Хоры в окрестностях хребта Ано-Энглианос (Άνω Εγκλιανός) и был исследован археологами Константиносом Куруньотисом и Карлом Блегеном. Расцвет Пилоса пришёлся на период с 1300 до 1200 годов до н. э. Разрушен большим пожаром в конце XIII века до н. э. или в начале XII века до н. э. Раскопки были прекращены с началом Второй мировой войны и продолжены с 1952 года по настоящее время. Это самый сохранившийся дворец, комплекс из четырёх основных и нескольких небольших зданий, имеющий 105 комнат. Дворец был двухэтажным и украшен фресками. Найдены 1100 табличек с Линейным письмом Б.
Впервые упоминается как Лигудища (греч. Λιγούδιστα) в 1212 году в период франкократии. Лигудища относилась к Метони, который в 1209 году договору с Жоффруа I де Виллардуэном отошёл Венецианской республике вместе с Корони. В 1460 году захвачена турецким султаном Мехмедом II. В 1688—1715 годах Лигудиста входила в королевство Морея, относилась к району Модон в провинции Наварино. По венецианской переписи 1689 года в деревне Лигудисте проживал 201 житель. В 1715 году Лигудиста отошла к Османской империи в ходе турецко-венецианской войны. В ходе Греческой революции деревни Лигудища, Кавеларья (греч. Καβελαριά) и Цифлики (греч. Τσιφλίκι) были известны под общим названием Хора. 27 марта 1821 года у Хоры состоялось сражение, в котором повстанцы во главе с епископом Григорием (Папатеодору) обратили в бегство отряд из 400 турок и 200 албанцев.
В 1835—1840 годах Лигудища — административный центр общины Δήμος Κενηρίου, в 1840—1912 годах — общины Флесьяды (Δήμος Φλεσσιάδος). В 1889 году к деревне Лигудиста присоединены деревни Кавеларья и Цифлики. В 1912 году создано сообщество Лигудища, в которое вошла деревня Стилианос. В 1927 году Лигудища переименована в Хору.
19 июля 1944 года во время оккупации Греции странами «оси» в районе Хоры произошёл бой между Хорой и Амбелофитоном, в котором Народно-освободительная армия Греции (ЭЛАС) напала на автоколонну 117-й егерской дивизии Третьего Рейха.
В 1990 году сообщество Хора признано общиной (димом). В 1997 году община упразднена и сообщество Хора вошло в общину Нестор (ныне Пилос-Нестор).

## Сообщество Хора
В общинное сообщество Хора входит деревня Стилианос. Население — 3498 жителей по переписи 2011 года. Площадь — 27,336 квадратного километра.
| Населённый пункт | Население (2011), человек |
| ---------------- | ------------------------- |
| Стилианос        | 44                        |
| Хора             | 3454                      |

## Население
| Год  | Население, человек |
| ---- | ------------------ |
| 1991 | 2997               |
| 2001 | 3060               |
| 2011 | ↗ 3454             |